# Collegio plurinominale Calabria - 01 (Senato della Repubblica)
Il collegio elettorale plurinominale Calabria - 01 è un collegio elettorale plurinominale della Repubblica Italiana per l'elezione del Senato.

## Territorio
Come previsto dalla legge elettorale italiana del 2017, il collegio è stato definito tramite decreto legislativo all'interno della circoscrizione Calabria.
Il collegio corrisponde all'intera regione Calabria e contiene i due collegi uninominali Calabria - 01 (Corigliano-Rossano) e Calabria - 02 (Reggio di Calabria).
Fino al 2020 conteneva i quattro collegi uninominali Calabria - 01 (Crotone), Calabria - 02 (Cosenza), Calabria - 03 (Catanzaro) e Calabria - 04 (Reggio Calabria).

## XVIII legislatura

### Risultati elettorali
| Liste          | Liste                                       | Proporzionale | Proporzionale | Proporzionale | Maggioritario | Maggioritario | Maggioritario |  |
| Liste          | Liste                                       | Voti          | %             | Seggi         | Voti          | %             | Seggi         |  |
| -------------- | ------------------------------------------- | ------------- | ------------- | ------------- | ------------- | ------------- | ------------- |  |
|                | Movimento 5 Stelle                          | 369 365       | 43,57         | 3             | 369 365       | 43,57         | 3             |  |
|                | Forza Italia                                | 181 849       | 21,45         | 1             | 279 706       | 32,99         | 1             |  |
|                | Lega                                        | 49 797        | 5,87          | 1             | 279 706       | 32,99         | 1             |  |
|                | Fratelli d'Italia                           | 34 863        | 4,11          | –             | 279 706       | 32,99         | 1             |  |
|                | Noi con l'Italia – UDC                      | 13 197        | 1,56          | –             | 279 706       | 32,99         | 1             |  |
|                | Partito Democratico                         | 123 206       | 14,53         | 1             | 139 812       | 16,49         | –             |  |
|                | +Europa                                     | 6 870         | 0,81          | –             | 139 812       | 16,49         | –             |  |
|                | Italia Europa Insieme                       | 5 438         | 0,64          | –             | 139 812       | 16,49         | –             |  |
|                | Civica Popolare                             | 4 298         | 0,51          | –             | 139 812       | 16,49         | –             |  |
|                | Liberi e Uguali                             | 23 101        | 2,72          | –             | 23 101        | 2,72          | –             |  |
|                | Potere al Popolo!                           | 8 692         | 1,03          | –             | 8 692         | 1,03          | –             |  |
|                | CasaPound                                   | 5 872         | 0,69          | –             | 5 872         | 0,69          | –             |  |
|                | Il Popolo della Famiglia                    | 5 187         | 0,61          | –             | 5 187         | 0,61          | –             |  |
|                | Partito Comunista                           | 4 612         | 0,54          | –             | 4 612         | 0,54          | –             |  |
|                | Italia agli Italiani (FN - MSFT)            | 4 103         | 0,48          | –             | 4 103         | 0,48          | –             |  |
|                | Partito Valore Umano                        | 2 922         | 0,34          | –             | 2 922         | 0,34          | –             |  |
|                | Destre Unite                                | 1 769         | 0,21          | –             | 1 769         | 0,21          | –             |  |
|                | Per una Sinistra Rivoluzionaria (PCL - SCR) | 1 371         | 0,16          | –             | 1 371         | 0,16          | –             |  |
|                | Lista del Popolo per la Costituzione        | 1 272         | 0,15          | –             | 1 272         | 0,15          | –             |  |
| Totale         | Totale                                      | 847 784       | 100           | 6             | 847 784       | 100           | 4             |  |
|                |                                             |               |               |               |               |               |               |  |
| Schede bianche | Schede bianche                              | 16 216        | 1,82          |               |               |               |               |  |
| Schede nulle   | Schede nulle                                | 26 590        | 2,99          |               |               |               |               |  |
| Votanti        | Votanti                                     | 890 590       | 63,51         |               |               |               |               |  |
| Elettori       | Elettori                                    | 1 402 353     |               |               |               |               |               |  |

### Eletti

#### Eletti nei collegi uninominali
Eletti nel Movimento 5 Stelle
     Eletti nella coalizione di centro-destra (FI - Lega - FdI - NcI-UDC)
| Collegio uninominale  | Eletto | Eletto             | Partito |
| --------------------- | ------ | ------------------ | ------- |
| 1. Crotone            |        | Margherita Corrado | M5S     |
| 2. Cosenza            |        | Nicola Morra       | M5S     |
| 3. Catanzaro          |        | Silvia Vono        | M5S     |
| 4. Reggio di Calabria |        | Marco Siclari      | FI      |

1. ↑  In data 19.02.2021 aderisce al gruppo misto, non iscritti; in data 22.06.2021 alla componente «l'Alternativa c'è-Lista del Popolo per la Costituzione»; in data 09.11.2021 torna nei non iscritti; in data 27.01.2022 aderisce al gruppo Uniti per la Costituzione-C.A.L. (Costituzione, Ambiente, Lavoro); in data 29.01.2022 torna nel gruppo misto, non iscritti; in data 27.04.2022 aderisce al gruppo Uniti per la Costituzione-CAL.
2. ↑  In data 19.02.2021 aderisce al gruppo misto, non iscritti.
3. ↑  In data 25.09.2019 aderisce al gruppo Italia Viva-P.S.I.; in data 19.01.2022 al gruppo Forza Italia Berlusconi Presidente-UDC.

#### Eletti nella quota proporzionale
| Movimento 5 Stelle                                       | Forza Italia                                   | Partito Democratico | Lega                           |
| -------------------------------------------------------- | ---------------------------------------------- | ------------------- | ------------------------------ |
|                                                          |                                                |                     |                                |
| Bianca Laura Granato Giuseppe Auddino Rosa Silvana Abate | Giuseppe Mangialavori Fulvia Michela Caligiuri | Ernesto Magorno     | Matteo Salvini Clotilde Minasi |

1. ↑  In data 19.02.2021 aderisce al gruppo misto, non iscritti; in data 22.06.2021 alla componente «l'Alternativa c'è-Lista del Popolo per la Costituzione»; in data 09.11.2021 torna nei non iscritti; in data 27.01.2022 aderisce al gruppo Uniti per la Costituzione-C.A.L. (Costituzione, Ambiente, Lavoro); in data 29.01.2022 torna nel gruppo misto, non iscritti; in data 27.04.2022 aderisce al gruppo Uniti per la Costituzione-CAL.
2. ↑  In data 19.02.2021 aderisce al gruppo misto, non iscritti; in data 27.01.2022 aderisce al gruppo C.A.L. (Costituzione, Ambiente, Lavoro) - Idv; in data 29.01.2022 torna nel gruppo misto, non iscritti; in data 27.04.2022 aderisce al gruppo Uniti per la Costituzione-C.A.L. (Costituzione, Ambiente, Lavoro).
3. ↑  Elezione convalidata il 31.07.2019 a seguito di un riconteggio di voti che le assegna il seggio precedentemente attribuito a Matteo Salvini. Fulvia Caligiuri nuova senatrice di Forza Italia, la Lega perde il seggio in Calabria
4. ↑  In data 18.09.2019 aderisce al gruppo Italia Viva-P.S.I..
5. ↑  Elezione annullata il 31.07.2019 a seguito di un riconteggio di voti che riassegna il suo seggio a Fulvia Michela Caligiuri.
6. ↑  Proclamata il 02.12.2021 in sostituzione di Paolo Saviane, deceduto in data 20.08.2021, poiché la Lega aveva esaurito tutti i candidati della circoscrizione Veneto. Dimissionaria in data 30.03.2022 (assume la carica di assessora nella giunta regionale calabra); Fausto De Angelis le subentra il giorno successivo.

## XIX legislatura

### Risultati elettorali
|                               | Fratelli d'Italia                                       | 136 403   | 19,00 | 1 | 299 180 | 41,67 | 2 |  |  |
|                               | Forza Italia                                            | 115 502   | 16,09 | 1 | 299 180 | 41,67 | 2 |  |  |
|                               | Lega per Salvini Premier                                | 41 357    | 5,76  | – | 299 180 | 41,67 | 2 |  |  |
|                               | Noi Moderati                                            | 5 918     | 0,82  | – | 299 180 | 41,67 | 2 |  |  |
|                               | Movimento 5 Stelle                                      | 211 525   | 29,46 | 1 | 211 525 | 29,46 | – |  |  |
|                               | Partito Democratico - Italia Democratica e Progressista | 105 131   | 14,64 | 1 | 128 891 | 17,95 | – |  |  |
|                               | Alleanza Verdi e Sinistra                               | 10 741    | 1,50  | – | 128 891 | 17,95 | – |  |  |
|                               | +Europa                                                 | 8 017     | 1,12  | – | 128 891 | 17,95 | – |  |  |
|                               | Impegno Civico – Centro Democratico                     | 5 002     | 0,70  | – | 128 891 | 17,95 | – |  |  |
|                               | Azione - Italia Viva                                    | 28 508    | 3,97  | – | 28 508  | 3,97  | – |  |  |
|                               | Unione Popolare                                         | 14 729    | 2,05  | – | 14 729  | 2,05  | – |  |  |
|                               | Italexit                                                | 9 778     | 1,36  | – | 9 778   | 1,36  | – |  |  |
|                               | Italia Sovrana e Popolare                               | 9 554     | 1,33  | – | 9 554   | 1,33  | – |  |  |
|                               | Partito Comunista Italiano                              | 5 194     | 0,72  | – | 5 194   | 0,72  | – |  |  |
|                               | Sud chiama Nord                                         | 2 894     | 0,40  | – | 2 894   | 0,40  | – |  |  |
|                               | Alternativa per l'Italia (PdF - Exit)                   | 2 176     | 0,30  | – | 2 176   | 0,30  | – |  |  |
|                               | Partito Animalista – UCDL – 10 Volte Meglio             | 2 067     | 0,29  | – | 2 067   | 0,29  | – |  |  |
|                               | Vita                                                    | 1 437     | 0,20  | – | 1 437   | 0,20  | – |  |  |
|                               | Noi di Centro – Europeisti                              | 1 084     | 0,15  | – | 1 084   | 0,15  | – |  |  |
|                               | Forza del Popolo                                        | 873       | 0,12  | – | 873     | 0,12  | – |  |  |
| Totale                        | Totale                                                  | 717 890   | 100   | 4 | 717 890 | 100   | 2 |  |  |
|                               |                                                         |           |       |   |         |       |   |  |  |
| Voti non validi               | Voti non validi                                         | 42 465    | 5,58  |   |         |       |   |  |  |
| Votanti                       | Votanti                                                 | 760 355   | 50,80 |   |         |       |   |  |  |
| Elettori                      | Elettori                                                | 1 496 834 |       |   |         |       |   |  |  |
|                               |                                                         |           |       |   |         |       |   |  |  |
| Data: 25 settembre 2022       |                                                         |           |       |   |         |       |   |  |  |
| Fonte: Ministero dell'interno |                                                         |           |       |   |         |       |   |  |  |

### Eletti

#### Eletti nei collegi uninominali
Eletti nella coalizione di centro-destra (FdI - Lega - FI - NM)
| Collegio uninominale  | Eletto | Eletto         | Partito           |
| --------------------- | ------ | -------------- | ----------------- |
| 1. Corigliano-Rossano |        | Ernesto Rapani | Fratelli d'Italia |
| 2. Reggio di Calabria |        | Tilde Minasi   | Lega              |

#### Eletti nella quota proporzionale
| Movimento 5 Stelle | Fratelli d'Italia | Forza Italia   | Partito Democratico-IDP |
| ------------------ | ----------------- | -------------- | ----------------------- |
|                    |                   |                |                         |
| Roberto Scarpinato | Fausto Orsomarso  | Mario Occhiuto | Nicola Irto             |